# David Tilman

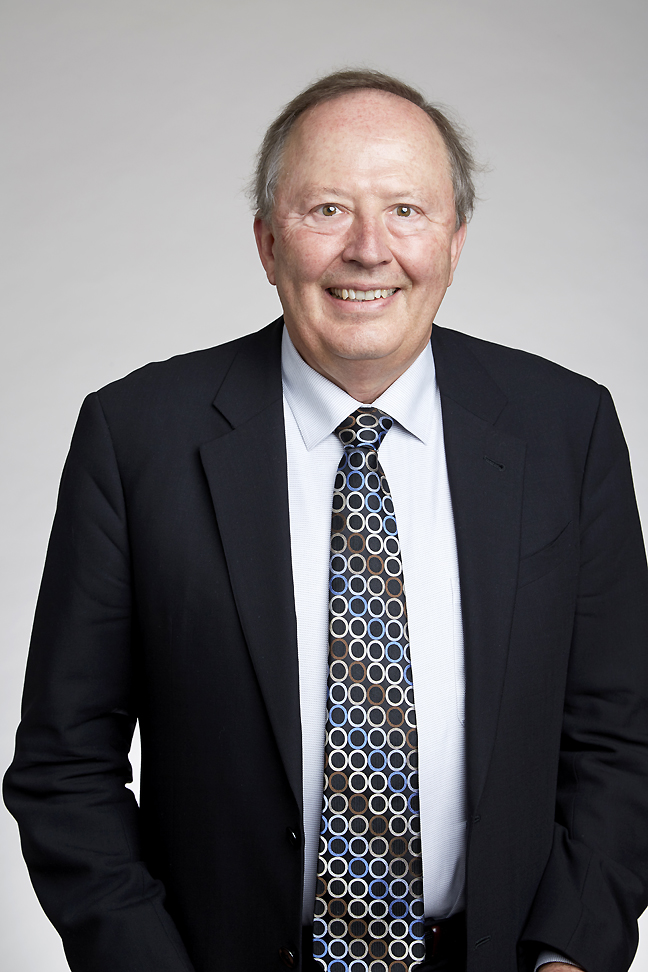
David Tilman, 2017

G. David Tilman (ursprünglich Titman; * 22. Juli 1949 in Aurora, Illinois) ist ein US-amerikanischer Ökologe.
Tilman erwarb seinen Ph.D.-Titel 1976 an der Universität von Michigan. Er ist Professor und McKnight Presidential Chair in Ökologie an der Universität von Minnesota und Dozent für Ökologie, Evolutionsbiologie, Mikrobiologie und Verhaltensbiologie. Er ist Direktor des Cedar Creek Ecosystem Science Reserve für Langzeitstudien der Ökologie. Tilman war ein Guggenheim-Stipendiat und ist Mitglied der American Association for the Advancement of Science, der American Academy of Arts and Sciences, der National Academy of Sciences und der Royal Society.

## Resource competition & community structure
Tilman wurde bekannt mit seinen Arbeiten zu Konkurrenz in Pflanzengesellschaften in Bezug auf die Biodiversität und ihre Ökosystemaren Funktionen. 1994 erregte ein Artikel in Nature mit dem Titel Biodiversity and stability in grasslands Aufsehen. Darin präsentiert er Daten eines 1982 gestarteten Experiments mit über 200 Plots auf einer Wiesenfläche im Cedar Creek National History Area in Minnesota. Jeder der Plots wurde 20 Jahre auf die Faktoren Artenvielfalt und Biomasse in Bezug auf die Pflanzengesellschaft untersucht. Tilmans Artikel veröffentlichte Daten zur Entwicklung vor und nach einer Dürrephase 1988, die erstaunliche Auswirkungen auf die Plots hatte. Die Dürre wirkte sich zwar als eine existentielle Störung aus, doch die Biomasse-Daten zeigen eine positive Korrelation zwischen Artenvielfalt innerhalb einer Pflanzengesellschaft und der Stabilität dieser Gesellschaft als Ganzes; diese Ergebnisse unterstützen die diversity-stability hypothesis empirisch.

## Auszeichnungen (Auswahl)
- 2008: Internationalen Preises für Biologie der Japanischen Gesellschaft zur Förderung der Wissenschaft (Nihon Gakujutsu Shinkōkai, engl. Japan Society for the Promotion of Science)
- 2013: Alexander-von-Humboldt-Medaille der International Association of Vegetation Science[3]
- 2014: BBVA Foundation Frontiers of Knowledge Award[4] der Stiftung der Banco Bilbao Vizcaya Argentaria (BBVA)
- 2014: Balzan-Preises[4] der Internationalen Balzan-Stiftung
- 2025: National Medal of Science[5] vom Präsidenten der Vereinigten Staaten von Amerika

## Schriften
- David Tilman: Resource Competition and Community Structure. Monographs in Population Biology, Princeton University Press 1982
- David Tilman: Plant Strategies and the Dynamics and Structure of Plant Communities. Monographs in Population Biology, Princeton University Press 1982.
- Grace, David Tilman (Hrsg.): Perspectives in Plant Competition. Academic Press, New York 1990.
- David Tilman, Kariev (Hrsg.): Spatial Ecology: The Role of Space in Population Dynamics and Interspecific Interactions. Monographs in Population Biology, Princeton University Press.
- A. P. Kinzig, S. W. Pacala, D. Tilman: Functional Consequences of Biodiversity: Empirical Progress and Theoretical Extensions. Princeton University Press, Princeton und Oxford 2002.
- D. Tilman, K. Cassman, P. Matson u. a.: Agricultural sustainability and intensive production practices. In: Nature. Band 418, 2002, S. 671–677, doi:10.1038/nature01014.